# Кроснова
Кроснова (пол. Krosnowa) — остановочный пункт железной дороги в деревне Кроснова в гмине Слупя, в Лодзинском воеводстве Польши. Имеет 2 платформы и 2 пути. 
Остановочный пункт на железнодорожной линии Варшава — Катовице, построен в 1947 году.